# Michael Giles
Michael Rex Giles (* 1. März 1942 in Bournemouth, Dorset, England) ist ein britischer Jazz-Rock-Schlagzeuger, am besten bekannt als Gründungsmitglied von King Crimson im Jahr 1969. 
Michael Giles gründete in der zweiten Hälfte der 1960er Jahre mit seinem Bruder Peter Giles als Bassist und Sänger und Robert Fripp als Gitarrist die Band Giles, Giles and Fripp, die 1968 ihr einziges Album The Cheerful Insanity of Giles, Giles and Fripp veröffentlichte.
Sein Spiel ist frei und fließend, verankert in der Jazztradition, dennoch stark beeinflusst von Rock-Schlagzeugern wie Mitch Mitchell und Ginger Baker. Oft hatte sein Spiel auch ein sehr orchestrales Feeling, zu hören ist das auf vielen Songs des ersten King-Crimson-Albums, In the Court of the Crimson King. In Konzerten war er ein „monster player“, er knüpfte einen dichten Rhythmusteppich, auf dem Gitarrist Robert Fripp, Bassist Greg Lake und Saxophonist Ian McDonald ihren symphonischen Jazz-Rock ausspielen konnten.
Der Rush-Schlagzeuger Neil Peart nannte Giles als Einfluss.
Giles verließ King Crimson Ende 1969, er spielte allerdings (ebenso wie sein Bruder) als Studiomusiker auf dem zweiten Album, In the Wake of Poseidon. Nach dieser Produktion tat er sich mit Ian McDonald zusammen und nahm das Album McDonald and Giles auf. 
Ein Soloalbum, Progress, wurde 1978 aufgenommen, kam aber erst 2002 auf den Markt. Seinen Lebensunterhalt verdient er sich als Studiomusiker.
Giles wandte sich 1989 einem neuen Projekt zu, das ihn mit dem ehemaligen Yes- und Asia-Keyboarder Geoffrey Downes und mit dem ehemaligen Emerson,-Lake-and-Palmer-Sänger und Bassisten Greg Lake zusammenbrachte. Die einjährige Zusammenarbeit von Downes, Lake und Giles unter dem Projektnamen Ride the Tiger erbrachte acht neue Stücke, die allerdings bis heute teilweise unveröffentlicht geblieben sind.
2002 beteiligte er sich (zusammen mit seinem Bruder) an der Gründung der 21st Century Schizoid Band, eine Gruppe, die fast ausschließlich aus ehemaligen King-Crimson-Mitgliedern besteht, bei der auch sein Schwiegersohn Jakszyk mitspielt. 
Nach der ersten Tournee zog er sich 2003 aus dem Live-Geschäft zurück und übergab die Schlagstöcke an Ian Wallace, einen anderen früheren King-Crimson-Schlagzeuger.

## Privates
Seine Tochter, das Model Amanda Giles, ist verheiratet mit Jakko Jakszyk (ehemals Level 42).